# 音楽人
『音楽人』（おんがくびと）は、2010年に公開の日本映画。佐野和真と桐谷美玲がダブル主演を務める。5月15日、お台場シネマメディアージュで先行ロードショーされた。

## あらすじ
メジャーデビューを夢見るバンド“ミ・センティー”の、ギター兼ボーカルの蒼（佐野和真）は、同じ学校でギタークラフトを学ぶ幼馴染の少女詩音（桐谷美玲）と再会する。お互い惹かれ合いながらも、どこかぎくしゃくする二人。蒼は11年前の事故で、詩音との思い出を失い、詩音は病気のために歌手になる夢を失っていたのだ。蒼は、お調子者のベース・圭太（古原靖久）と　しっかり者のドラム花恋（足立梨花）というふたりのバンド仲間、そして詩音の親友で、音響アーティストを目指す世奈（徳澤直子）のアドバイスで来るライブに向けて準備を進めるが、肝心の新曲が完成しない。音楽でも恋でも蒼の良きライバルバンド”イーグル・ウィング”の翼（加藤慶祐）は着実に準備を進めていく。そんな蒼に詩音は手を差し伸べ、二人で曲を完成させる。しかし、ライブ当日、何気ないいたずらによって、蒼の過去のトラウマが露呈し、蒼は歌えなくなってしまう。それでも懸命に蒼を支えようとする詩音。甦える蒼の記憶と幼いころの約束、そして、その約束を果たすことが出来ない現実。蒼のために新しいギターを作ろうとする詩音の想いに応えるために蒼はメジャーデビューをかけた大会に挑む。詩音に再び忍び寄る病魔の影、間近に迫った大会、完成しないギター、残されたわずかな時間で若者たちは音楽にかける情熱を燃やしていく。果たされなかった幼いころの約束が今、二人の新たな誓いに変わる。

## キャスト
- 佐野和真
- 桐谷美玲
- 徳澤直子（特別出演）
- 足立梨花（友情出演）
- 加藤慶祐
- 古原靖久
- 片桐舞子（MAY'S）
- NAUGHTY BO-Z（MAY'S）
- 高橋ジョージ
- 湯江健幸

## 音楽
- 主題歌
  - MAY'S「星の数だけ抱きしめて」
- 挿入歌
  - MAY'S「永遠」
  - KG「きっと、ずっと duet with MAY'S」

主題歌及び挿入歌を担当しているMAY'Sのメンバー2人も同映画に出演し、役者デビューを果たしている。
挿入歌の「きっと、ずっと duet with MAY'S」のPVには佐野和真と桐谷美玲が出演し、映画とタイアップしている。